# غریب‌آباد لوچو
غریب‌آباد لوچو یا غریب‌آباد رادوچاهی روستایی در دهستان چشمه زیارت بخش مرکزی شهرستان زاهدان استان سیستان و بلوچستان ایران است.

## جمعیت
بر پایه سرشماری عمومی نفوس و مسکن در سال ۱۳۹۵ جمعیت این روستا ۶۹ نفر (۲۴خانوار) بوده‌است.